# خرمالو کم‌گل
خرمالو کم‌گل (نام علمی: Diospyros oligantha) نام یک گونه از سرده خرمالو است.